# Phygadeuon hercynicus
Phygadeuon hercynicus là một loài tò vò trong họ Ichneumonidae.